# 梁思成、林徽因旧居
梁思成、林徽因旧居位于中国云南省昆明市盘龙区龙泉街道宝云社区棕皮营村，系建筑学家梁思成、林徽因夫妇一生为自己设计建造的唯一房屋。

## 历史
1937年卢沟桥事变后，梁思成、林徽因带着家人，往西南大后方撤退，于1938年1月到达昆明，先后借住市中心巡津街“止园”、巡津街9号。1938年年底，因所租房子被收回，两人开始在昆明东北郊的龙泉镇（今盘龙区龙泉街道）自建住宅。房屋于1939年年中开工，1940年春建成，正房三间，坐西向东，正房后两间附属用房，中间隔着一条通道，形成了一个小小的庭院。林徽因在写给美国朋友费慰梅的信中自嘲这幢“农舍其实是简陋不堪的”，“（这所房子）把我们原来就不多的积蓄都耗尽了，使思成处在一种可笑的窘迫之中……以致最后不得不为争取每一块木板、每一块砖，乃至每一根钉子而奋斗……”。
梁思成、林徽因在房屋建成后只住了短短8个月，之后随中国营造学社离开了昆明。
旧居于2003年公布为第四批昆明市文物保护单位，2012年公布为第七批云南省文物保护单位。2025年4月15日，旧居开放参观。